# Victor Jansa
Oscar Victor Emanuel Jansa, född 1 december 1897 i Filipstad, död 8 oktober 1983, var en svensk väg- och vattenbyggnadsingenjör.
Jansa avlade studentexamen i Karlstad 1917 och utexaminerades från Kungliga Tekniska högskolan (KTH) 1922. Han blev konstruktör vid Bergsunds Mekaniska Verkstad i Stockholm 1922 och konsulterande ingenjör vid AB Vattenbyggnadsbyrån i Stockholm 1933. Han var speciallärare i vattenlednings- och avloppsteknik vid KTH 1947-57.
För nämnda byrås räkning deltog han i utredningar och uppgjorde förslag beträffande vattenledningar, avlopp och reningsverk för ett stort antal städer, samhällen, industriella anläggningar, sjukhus, kaserner m.m .i in- och utlandet. Han deltog i hydrologiska arbeten för vattenkraftverken Svir 3 och Niva i Ryssland.
För AB Vattenbyggnadsbyrån företog han resor till Danmark, England, Jugoslavien, Ryssland och Burma samt studieresor i Danmark, Tyskland och Nederländerna 1922, Tyskland, Nederländerna, Frankrike och England 1931. Han var ledamot av Svenska Teknologföreningen och Svenska Konsulterande Ingenjörers förening samt invaldes som ledamot av Kungliga Ingenjörsvetenskapsakademien 1953 och som hedersmedlem av Föreningen Vatten 1973. Han publicerade flera uppsatser angående vattenledningar, avlopp och vattenrening.

### Fotnoter
1. 1 2   Sveriges dödbok 1901–2009 Swedish death index 1901–2009 (Version 5.0). Solna: Sveriges Släktforskarförbund. 2010. Libris 11931231